# B. S. Johnson
Bryan Stanley Johnson (* 5. Februar 1933 in London; † 13. November 1973 in Islington, London, bekannt unter seinem Autorennamen B. S. Johnson) war ein englischer Schriftsteller und Filmemacher.

## Leben
Johnson stammte aus einer Londoner Arbeiterfamilie. Er verließ die Schule mit 16 Jahren, um als Buchhalter zu arbeiten. An den Abenden brachte er sich im Selbststudium Latein bei, und er schaffte es, die Aufnahmeprüfung für das King’s College in London zu bestehen. Er studierte Englisch als Hauptfach und schloss sein Studium mit einem Bachelor ab.
Nach seinem Abschluss begann er mit dem Schreiben. Seine Romane haben sein Leben als Schriftsteller zum Thema, und sie werden von Buch zu Buch zunehmend experimenteller und unorthodoxer, sowohl auf den Inhalt als auch auf die Form bezogen. In seinem ersten Buch Travelling People (1963), obwohl vergleichsweise konventionell geschrieben, wechselt Johnson in jedem Kapitel die Erzählperspektive oder die Erzähltechnik. Die Seiten in Albert Angelo (1964) enthalten Löcher, die den Messerstich des Mörders repräsentieren sollen und gleichzeitig einen Einblick in spätere Buchseiten ermöglichen. Stellenweise werden in zweispaltigem Layout innerer Monolog sowie ein parallel stattfindendes Gespräch des Protagonisten nebeneinander gesetzt. Außerdem unterbricht Johnson den Erzählfluss, um seine Technik, seine Vorlieben und seine Quellen als Autor zu diskutieren. The Unfortunates (1969) dagegen ist ungebunden und verpackt in einer Box erhältlich, von den 27 Abschnitten können 25 in beliebiger Reihenfolge gelesen und vom Leser immer wieder neu kombiniert werden. In House Mother Normal (1971) hält Johnson eine strikt chronologische Erzählweise ein, die Gedanken und Erfahrungen seiner Charaktere überschneiden und vermischen sich von Satz zu Satz.
Neben seinen Romanen verfasste Johnson auch Lyrik, Kurzgeschichten, Theaterstücke und Drehbücher, er schrieb als Kritiker Rezensionen und drehte mehrere experimentelle Filme.
Johnson litt darunter, dass seine Bücher keine kommerziellen Erfolge feiern konnten. An Depressionen leidend und von familiären Problemen belastet, nahm er sich im Alter von 40 Jahren das Leben. Zum Zeitpunkt seines Todes war er nahezu unbekannt, erst danach entwickelte sich ein Kult um seine Bücher.
Sein letzter veröffentlichter Roman Christie Malry's Own Double-Entry (1973) wurde im Jahr 2000 verfilmt. Die Johnson-Biografie Like a Fiery Elephant von Jonathan Coe erhielt 2005 den Samuel-Johnson-Preis.

## Rezeption in Deutschland
Obwohl ein Großteil von Johnsons literarischem Werk in Form einer zwischen 1989 und 1993 im Schneekluth Verlag erschienenen siebenbändigen Werkausgabe auf Deutsch vorliegt und zudem die Romane Alberto Angelo und Christie Malrys doppelte Buchführung sowie der Prosaband Mit Ihren Memoiren sind Sie reichlich früh dran als Taschenbuch erschienen (die beiden letztgenannten 2005 auch als Hörbuch), muss Johnson nach wie vor als ein im deutschsprachigen Raum weithin unbekannter Autor gelten.
Auch im wissenschaftlichen Bereich hat Johnsons Schaffen bislang kaum Widerhall gefunden. 2008 hatte der Georg Olms Verlag eine Studie zu B. S. Johnson (The Subject Rising against its Author. A Poetics of Rebellion in Bryan Stanley Johnson's Oeuvre) angekündigt, die dann 2011 verlegt wurde. Die deutsche Autorin Miriam Havemann analysiert darin Johnsons Schaffen und bezeichnet ihn als eine der „Schlüsselfiguren der progressiven Literatur seiner Zeit“ auch wenn „er in der Literaturwelt aufgrund seines eher konfrontativen Stils und der praktischen Schwierigkeiten, einige seiner Texte zu veröffentlichen, expansiv geächtet“ wurde. Havemann hat dabei das gesamte umfangreiche Werk von Bryan Stanley Johnson berücksichtigt, einschließlich seiner Romane, Kurzgeschichten, Gedichte, Theaterstücke und Filme. Aus vergleichender Sicht definiert sie „Johnsons ausgeprägte Poetik der Rebellion gegen angeblich reaktionäre, britische soziale und künstlerische Konventionen in den 1960er und 1970er Jahren.“ Wie die Analyse zeigt, kann „Johnsons Poetik der Rebellion sowohl als mit einer weltweiten Tendenz zur Neudefinition der Künste in diesen Jahrzehnten verbunden als auch als äußerst fortschrittlich in der Antizipation von Entwicklungen in der Hyperfiction im 21. Jahrhundert angesehen“ werden.
Im Bereich der deutschsprachigen Literatur scheinen Johnsons Spuren ansonsten überaus dünn gesät, gleichwohl widmete sich der Schriftsteller Arthur Missa in dem in seinem Buch Formenverfuger/Formenverfüger (2008) erschienenen Prosastück Keeping up with the Johnsons dem Schaffen des Schriftstellers.

## Bücher

### Romane
- Travelling People (1963)
- Albert Angelo (1964), (dt. Albert Angelo. Fischer Taschenbuch Verlag, Frankfurt am Main 2004, ISBN 3-596-15890-7.)
- Trawl (1966)
- The Unfortunates (1969), (dt. Die Unglücksraben. Schneekluth Verlag, München 1993, ISBN 3-7951-1189-7.)
- House Mother Normal (1971)
- Christie Malry's Own Double Entry (1973, dt. Christie Malrys doppelte Buchführung)
- See the Old Lady Decently (1975)

### Kurzgeschichten
- Street Children (1964)
- Statement Against Corpses (1964, gemeinsam mit Zulfikar Ghose)
- Aren't You Rather Young To Be Writing Your Memoirs? (1973, dt. Mit Ihren Memoiren sind Sie reichlich früh dran)

### Gedichte
- Poems (1964)
- Poems 2 (1972)

## Filme
- 1967: You're Human Like the Rest of Them
- 1970: Paradigm
- 2000: Christie Malrys blutige Buchführung (Christie Malry's own double-entry)

## Auszeichnungen
- Somerset Maugham Award 1967 für Trawl